# Дегтярьов Георгій Єрмолайович
Георгій Єрмолайович Дегтярьов (1892 — 1973) — радянський воєначальник, генерал-полковник артилерії (з 1944 року).

## Біографія
Народився в 1892 році. Член КПРС з 1920 року.
У Червоній Армії з 1920 року. Учасник Громадянської війни в Росії.
Після війни командир артилерійської батареї, дивізіону. В 1933 році закінчив Військову академію імені М. В. Фрунзе.
У 1938 році був репресований, майже два роки перебував під слідством. У 1939 р справу стосовно його припинено за відсутністю складу злочину. У цьому ж році помирає дружина Георгія Єрмолайовича і він залишається удвох з 16-ти річним сином Ігорем. Відновившись у кадрах, викладав тактику у Пензенському артилерійському училищі, був заступником начальника Пензенського артилерійського училища.
У ході німецько-радянської війни генерал-майор (з 1942 року) Г. Є. Дегтярьов начальник штабу артилерії Резервного фронту, начальник артилерії 52-ї, 4-ї і 2-ї ударних армій. Начальник (командувач) артилерії Волховського (з жовтня 1942 року) і Карельського (з липня 1944 року) фронтів.
Під час війни з Японією у 1945 році командував артилерією 1-го Далекосхідного фронту. Після війни до 1958 року — артилерією ряду військових округів, зокрема в 1950—1953 роках командувач артилерією Туркестанського ВО.

Могила Георгія Дегтярьова

З 1958 року у відставці. Помер у травні 1973 року. Похований в Києві на Байковому кладовищі.

## Нагороди
Нагороджений орденом Леніна, трьома орденами Червоного Прапора, двома орденами Суворова 1-го ступеня, орденами Кутузова 1-го ступеня, орденом Суворова 2-го ступеня.

## Праці
Автор книги мемуарів «Таран і щит»: Москва, «Воениздат», 1966.